# Castelo de Pierrefonds

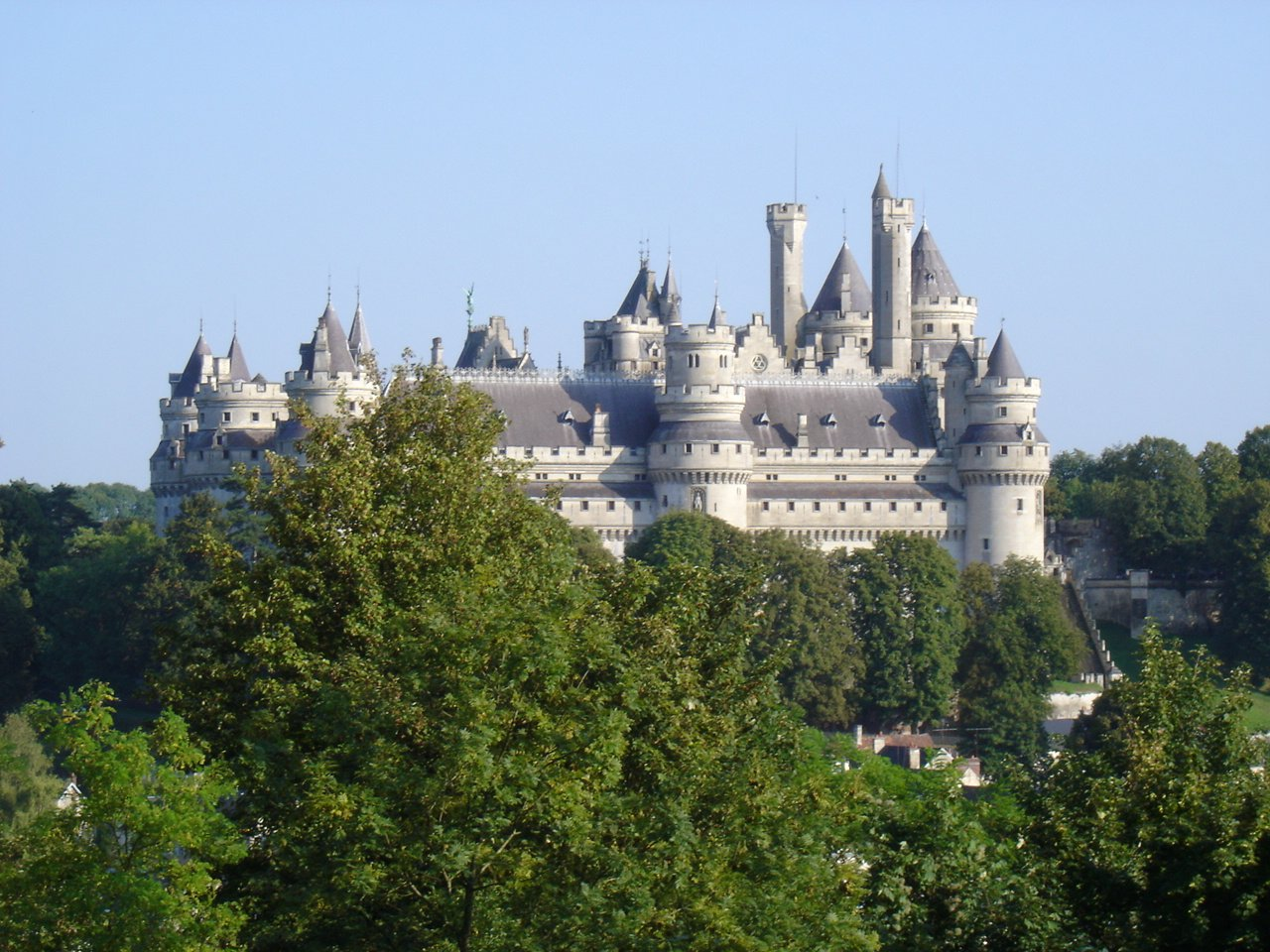
Vista geral do Castelo de Pierrefonds em 2004

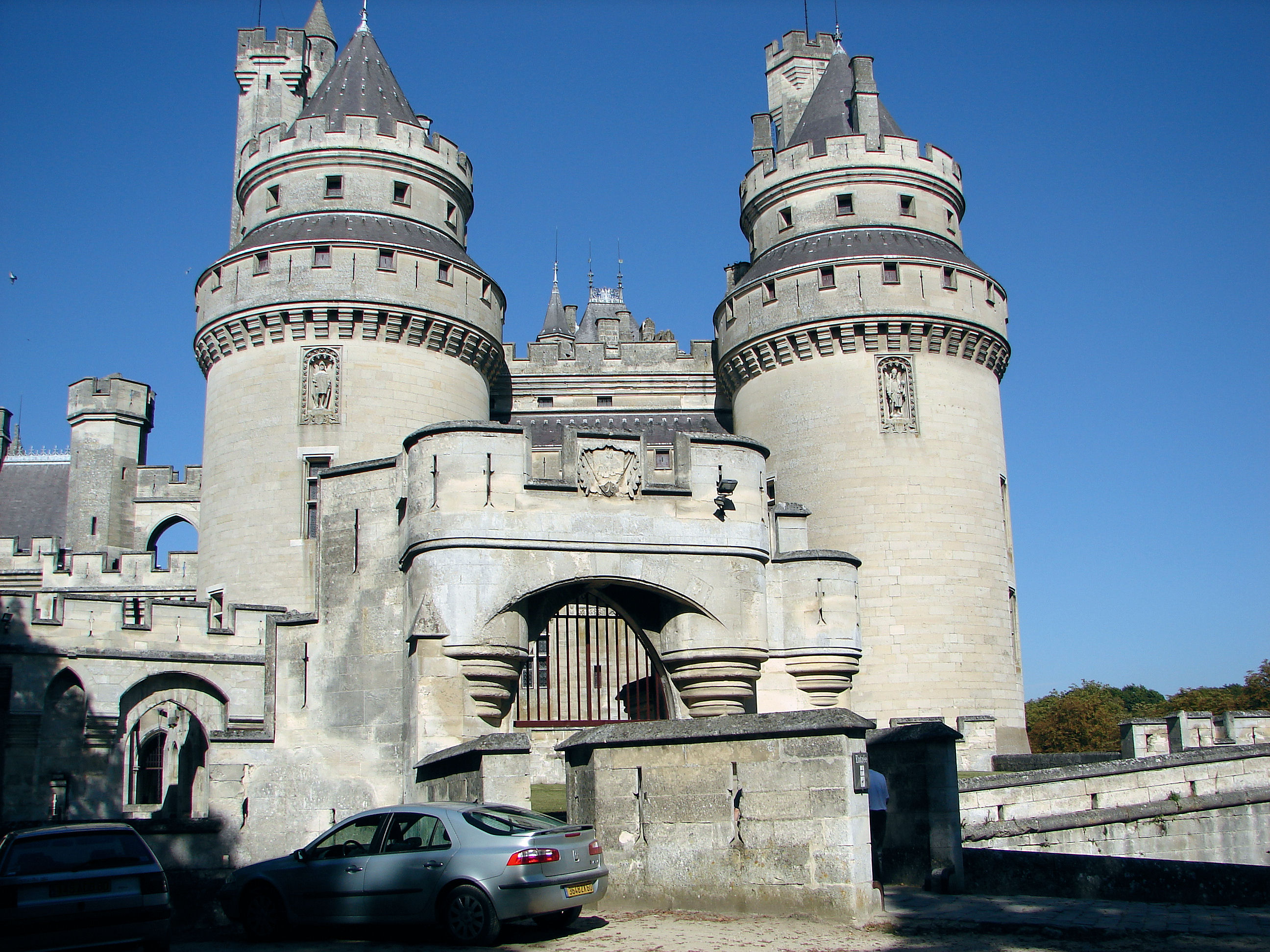
A entrada principal vista do pátio exterior.

O Castelo de Pierrefonds (Château de Pierrefonds em francês) é um imponente palácio fortificado, situado em Pierrefonds, no bordo Sudeste da Floresta de Compiègne, a Norte de Paris, entre Villers-Cotterêts e Compiègne, no departamento de Oise.
O castelo apresenta a maior parte das características defensivas da Idade Média.
Este palácio está classificado como Monumento Histórico desde 1848.

## História
No século XII, já se elevava um castelo no lugar dito de "le Rocher" de Pierrefonds (O Rochedo de Pierrefonds).

### Século XIV
Quase três séculos depois, em 1392, o Rei Carlos VI, eleva o Condado de Valois (do qual Pierrefonds fazia parte) a Ducado, e dá-o a seu irmão Luís de Valois, Duque de Orléans. Este último oferece o castelo original às Irmãs do Santo Suplício e, de 1393 à sua morte em 1407, faz construir um novo edifício pelo arquitecto da Corte, Jean le Noir, na localização actual.

### Século XVII

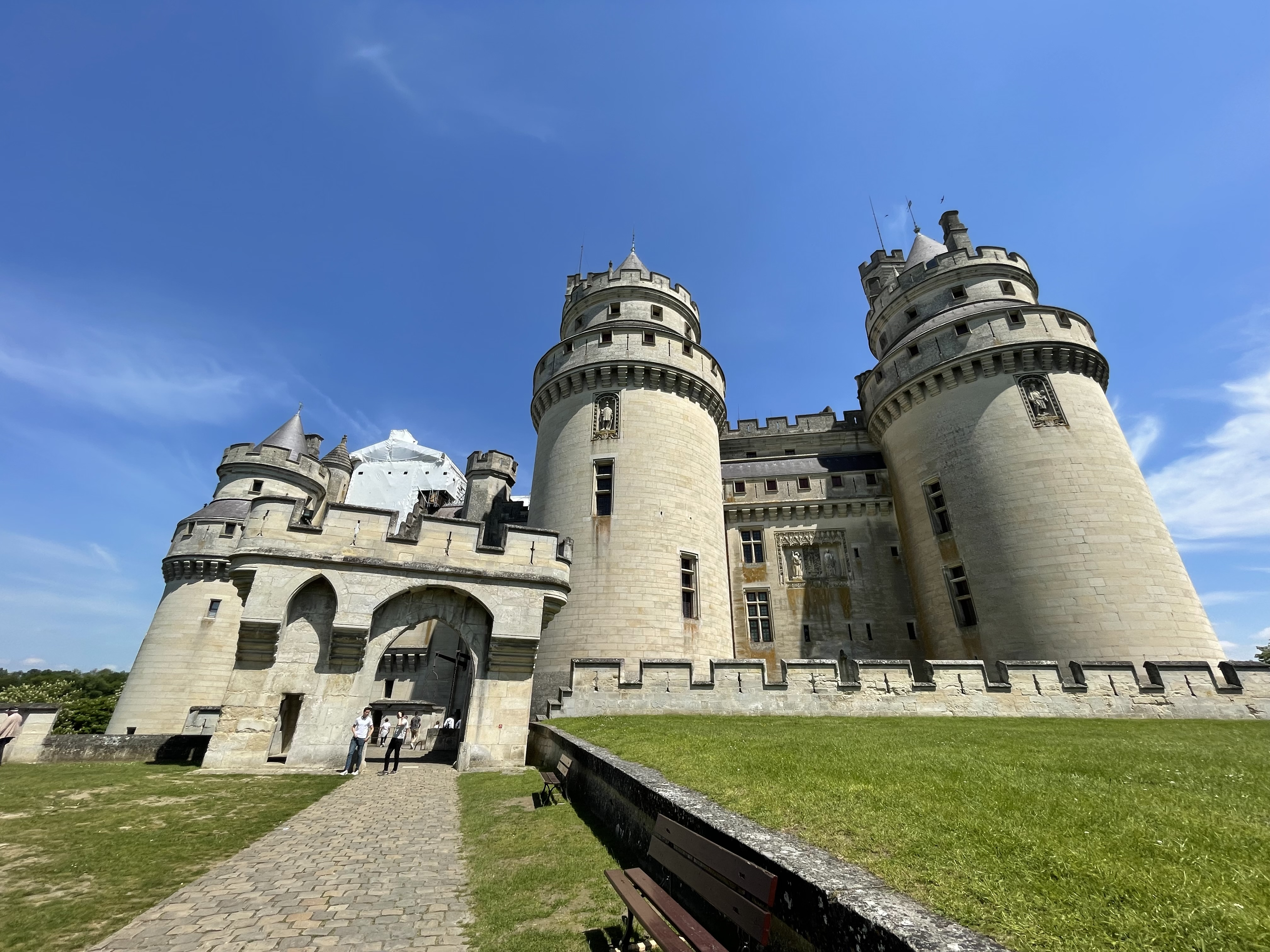
Castelo visto de uma das entradas em 2023

Em Março de 1617, no início turbulento do reinado de Luis XIII, o Château é propriedade de François-Annibal d'Estrées (irmão da bela Gabrielle d'Estrées), membro do "Partido dos Descontentes" liderado por Henrique II, Principe de Condé. O palácio é sitiado e invadido pelas tropas enviadas por Richelieu, à época Secretário de Estado da Guerra. Empreende-se então o seu desmantelamento, mas este não chega ao seu termo devido à amplitude da tarefa. Os trabalhos exteriores são arrasados, as caras destruidas e são praticadas sangrias nas torres e nas muralhas.

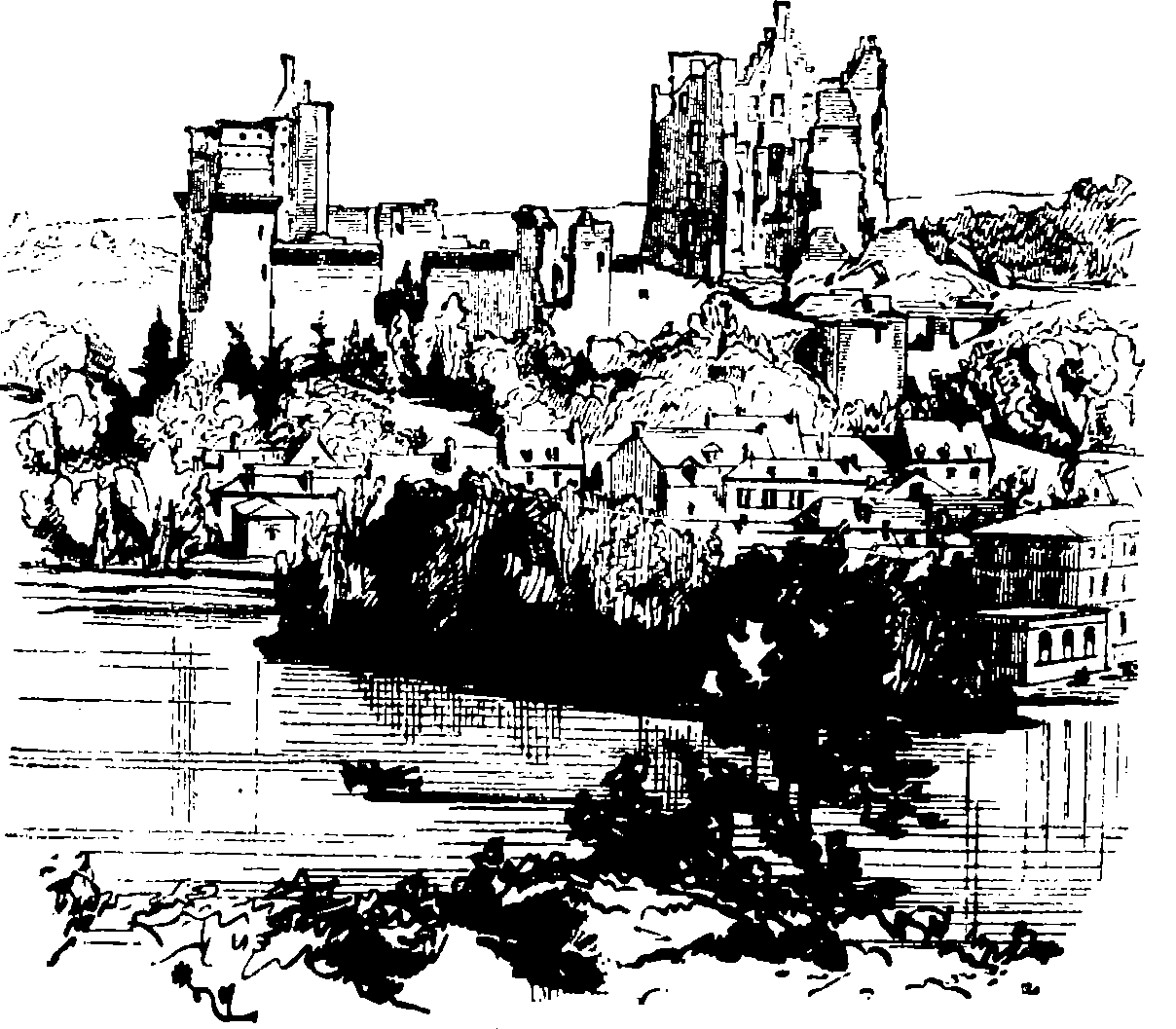
Vista das ruínas antes do restauro

### Século XIX
O palácio permanecerá em ruínas durante dois séculos, até que Napoleão Bonaparte o resgata em 1810 por menos de 3.000 francos. Ao longo do século XIX, quando há uma redescoberta da arquitectura da Idade Média, torna-se uma "ruína romântica". Em Agosto de 1832, Luis Filipe, oferece um banquete no Château de Pierrefonds por ocasião do casamento da sua filha Louise com Leopoldo de Saxe-Cobourgo-Gota, primeiro Rei dos Belgas. Como outros artistas, Corot representa as ruínas em várias ocasiões entre 1834 e 1866.
O príncipe presidente Charles Louis-Napoléon Bonaparte visita o Château de Pierrefonds em 1850. Seguindo os conselhos de Prosper Mérimée, Napoleão III, tornado Imperador, manda em 1857 o arquitecto Eugène Viollet-le-Duc empreender o seu restauro.

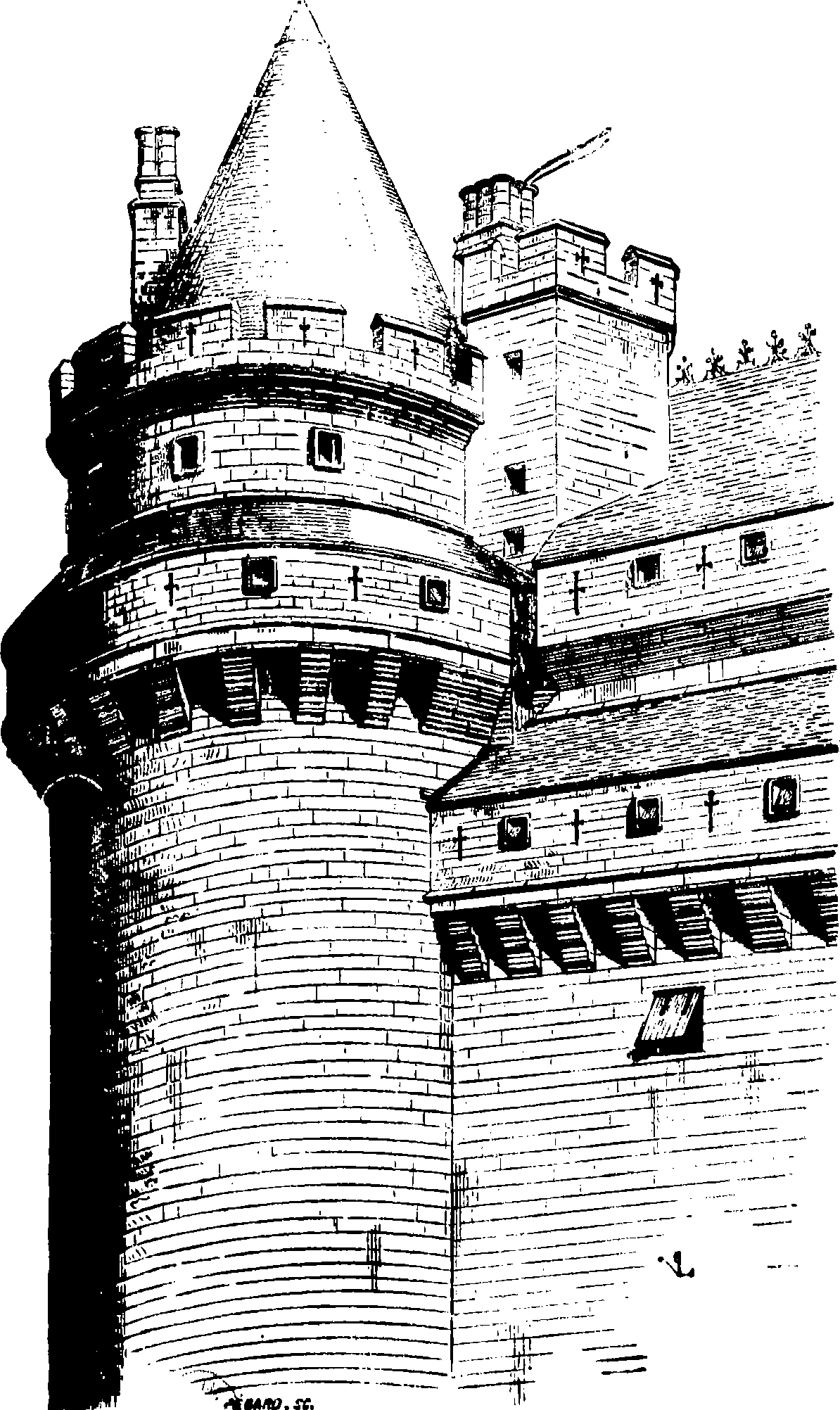
A Torre Nordeste restaurada

Conta uma anedota que estando o Imperador hesitante entre o restauro do Château de Pierrefonds e o de um outro château, Eugénie Bonaparte lhe terá proposto que tirasse à sorte, tendo saído o nome de Pierrefonds. Isso terá acontecido por ela, para satisfazer a sua preferência, ter escrito esse nome nos dois papéis do sorteio.
Este restauro devia limitar-se a uma simples recuperação no estado das partes habitáveis (torre de menagem e anexos), devendo as ruínas "pitorescas" subsistir para a decoração. Em 1861, o projecto ganha amplitude: o soberano desejava, agora, fazer uma residência imperial, devendo, para isso, o palácio ser inteiramente reconstruido. Os trabalhos de reconstrução, que terão custado na época 5 milhões de francos (dos quais 4 milhões foram lançados na lista civil do Imperador), foram parados em 1885, seis anos após a morte de Viollet-le-Duc, pela partida de Napoleão III. Por falta de dinheiro, a decoração das salas permaneceu inacabada.

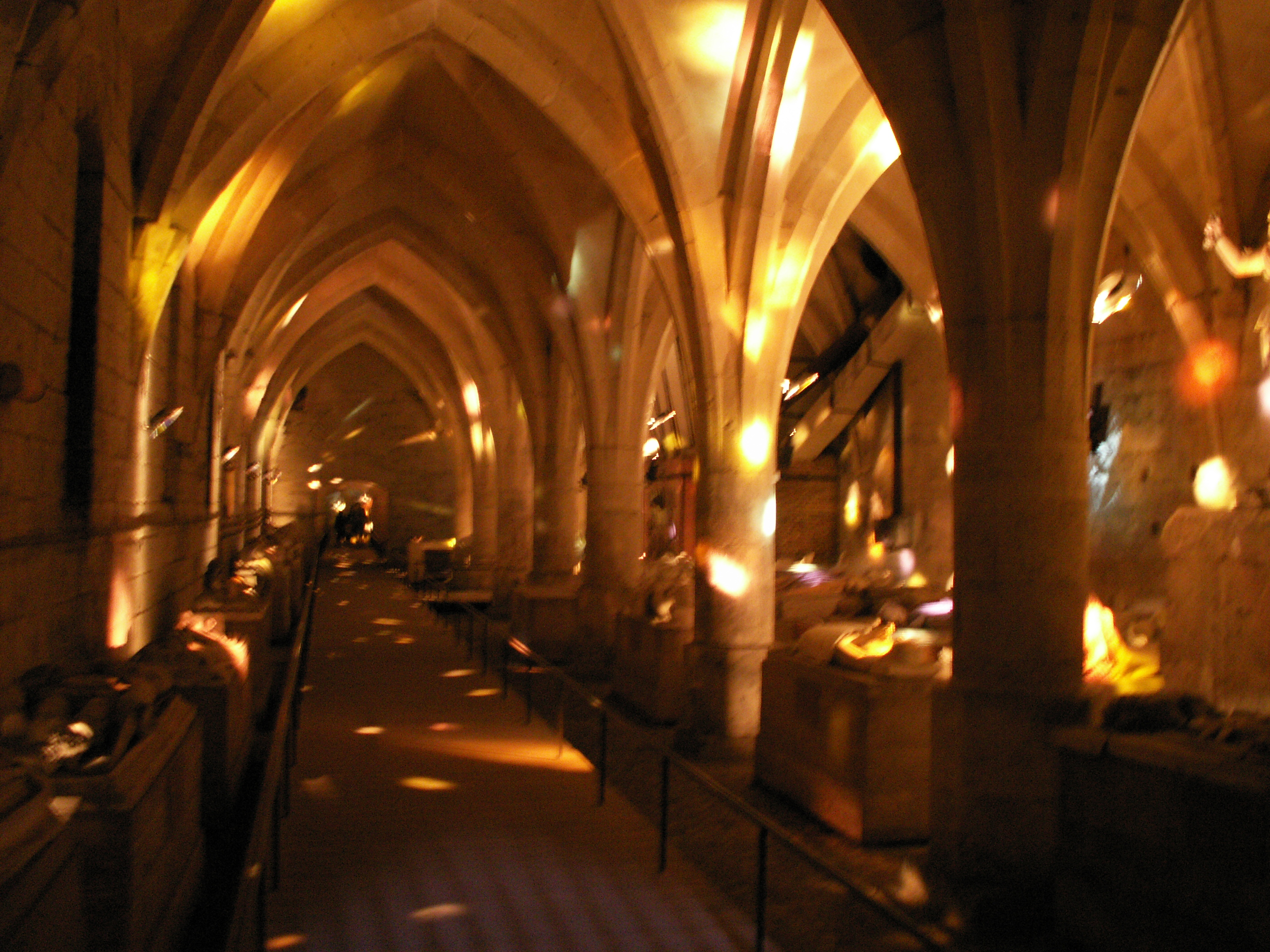
Cripta

Viollet-le-Duc fará para o palácio um trabalho muito mais de inveção e recriação que propriamente de restauro. Imaginou como terá sido o château, sem se basear estritamente na história do edifício. O pátio interior, com as suas galerias Renascentistas, tanto quanto as pinturas polícromas de inspiração medieval que mostram o seu ecletismo e a sua liberdade de interpretação.
Reconhece-se, pelo contrário, na sua arquitectura exterior, os excelentes conhecimentos que tinha da arte do século XIV. O arquitecto oferecerá, contudo, tanto no parque como nas fortificações, um leque eclético de construções defensivas de outras épocas. O arquitecto deu livre curso à sua inspiração muito pessoal. Chegou mesmo a desenhar o seu gato, que se encontra fundido sobre os telhados do palácio.
Este trabalho não deve fazer esquecer aquele que Viollet-le-Duc efectuou no Château de Roquetaillade.
Tendo morrido antes do fim das obras, seria o seu estilo a terminar a construção, apesar de o palácio não voltar a ser habitado.
Apesar de os seus detractores reprovaram esta reinvenção de uma arquitectura neo-medieval, que tomou muitas liberdades com a verdade arqueológica, Viollet-le-Duc fez mostra nesta reconstrução de um extraordinário sentido de elevação e de volumetria ede uma incontestável sensibilidade do local.

## Um monumento a redescobrir

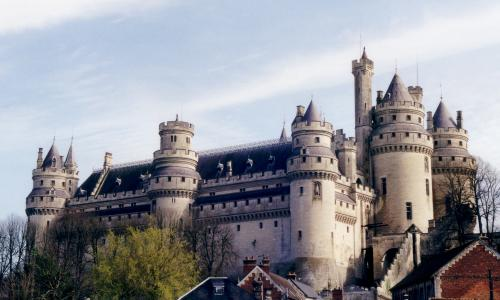
O Château de Pierrefonds em Março de 2002

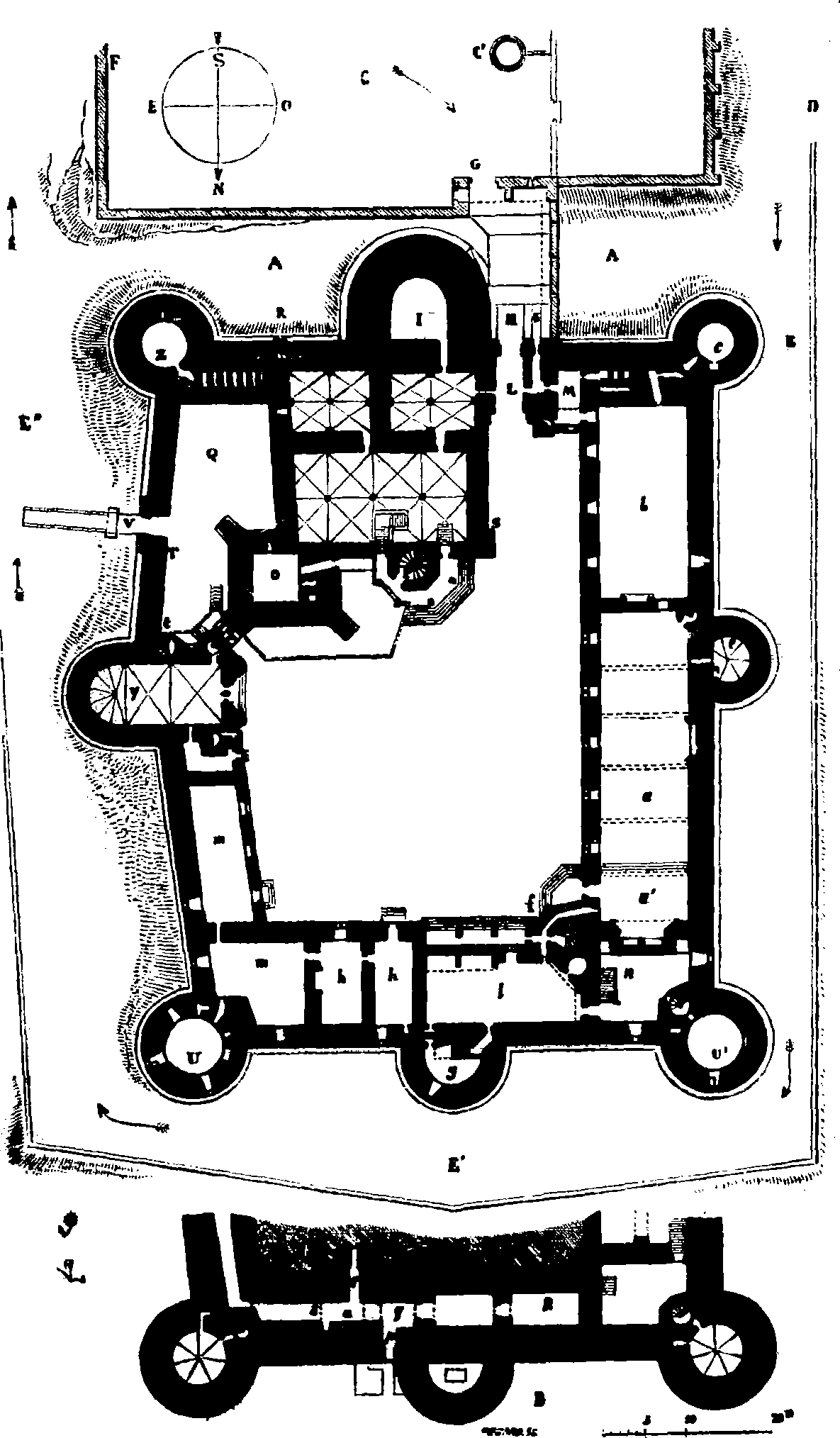
Plano do palácio actual

No termo de um período de alienação que viu diminuir os seus visitantes (100.000 em 2000), o domínio é dirigido desde 2003 pela enérgica conservadora Isabelle de Gourcuff. A galeria das esculturas de sepúlcros foi objecto de uma nova cenografia depois da afectação definitiva das esculturas em gesso provenientes, a maior parte delas, da necrópole da Basílica de Saint-Denis.
Estas sepulturas e as estátuas que as cobrem representam personagens históricas estritamente ligadas à monarquia francesa, e haviam sido encomendadas por Luis Filipe para o Museu Nacional do Château de Versailles.
O parque, pelo seu lado, foi objecto de um programa de restauro.

## O Chateau de Pierrefonds nos meios de comunicação social
O palácio serve frequentemente de local de rodagens de filmes e séries de televisão, como por exemplo: les Visiteurs (Os Visitantes), Merlin (série), Jeanne d'Arc (Joana d'Arc) de 1999, etc.